# Isabelle Douteau
Élisabeth Douteau, dite Isabelle Douteau, née le 29 avril 1914, à Mouterre-Silly (Vienne), morte le 14 juillet 2004, à Loudun), est une femme politique française. Membre du parti communiste, elle est députée de la Vienne de 1947 à 1951, remplaçant Alphonse Bouloux élu député le 10 novembre 1946, puis au Sénat en décembre 1946, où il choisit de siéger.

## Biographie
Fille de fermiers, Isabelle Sureau se marie en 1936 à Loudun avec Marcel Douteau, cheminot. Elle adhère la même année au Parti communiste français et devient secrétaire de la section PCF de Loudun. Son mari fait prisonnier de guerre en 1940, ne rentre en France qu'en 1945. Elle est arrêtée par les Allemands le 24 juin 1941 et envoyée au camp de Compiègne, puis au fort de Romainville, d'où elle est libérée en avril 1942. Elle reprend alors des activités communistes clandestines. À la Libération, elle reprend la direction du PCF à Loudun et devient présidente départementale de l'Union des femmes françaises. 
Député de la Vienne de 1947 à 1951, Isabelle Douteau est nommé juré à la Haute Cour de justice en 1947. Non réélue en 1951, elle  s'éloigne de son département d'origine pour exercer le métier de lingère dans un centre de convalescence de déportés en Lot-et-Garonne. Elle continue d'être militante et est plusieurs fois candidate à des élections locales.